# Richfield (Nueva York)
Richfield es un municipio ubicado en el condado de Otsego, estado de Nueva York, Estados Unidos. Tiene una población estimada, a mediados de 2021, de 2082 habitantes.

## Geografía
El municipio está ubicado en las coordenadas 42°51′5″N 75°2′52″O / 42.85139, -75.04778.

## Demografía
Según la Oficina del Censo, en 2000 los ingresos medios de los hogares eran de $32,784 y los ingresos medios de las familias eran de $41,050. Los hombres tenían ingresos medios por $29,479 frente a los $21,518 que percibían las mujeres. Los ingresos per cápita eran de $16,723. Alrededor del 13.4% de la población estaba por debajo del umbral de pobreza.
De acuerdo con la estimación 2016-2020 de la Oficina del Censo, los ingresos medios de los hogares son de $39,612 y los ingresos medios de las familias son de $53,229. Alrededor del 22.5% de la población está por debajo del umbral de pobreza.